# Laroque-des-Albères
Laroque-des-Albères település Franciaországban, Pyrénées-Orientales megyében. Lakosainak száma 2245 fő (2022. január 1.). Laroque-des-Albères La Jonquera, L’Albère, Sorède, Palau-del-Vidre, Saint-Génis-des-Fontaines és Villelongue-dels-Monts községekkel határos.

## Földrajz

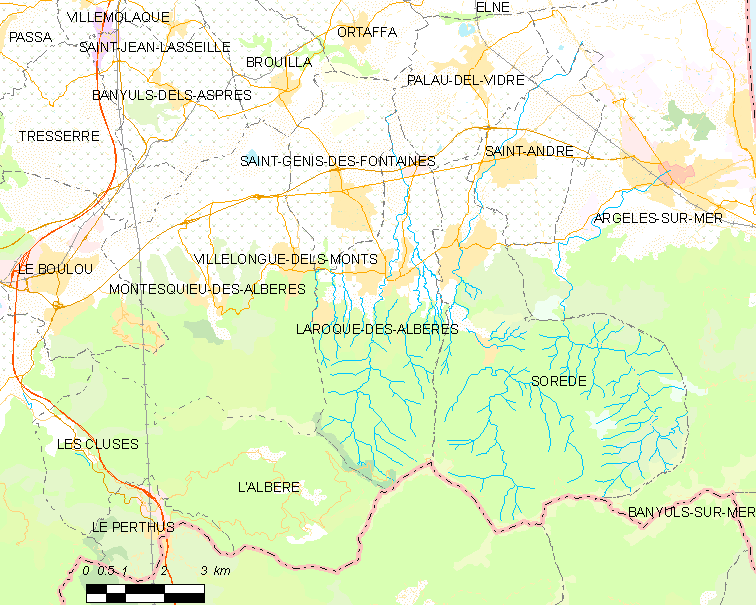
Laroque-des-Albères és környéke

## Népesség
A település népességének változása:
| Lakosok száma | 2148 | 2115 | 2139 | 2112 | 2128 | 2140 | 2192 | 2219 | 2245 |
|               | 2013 | 2015 | 2016 | 2017 | 2018 | 2019 | 2020 | 2021 | 2022 |